# Cesare Prandelli
Claudio Cesare Prandelli, född 19 augusti 1957 i Orzinuovi i Lombardiet, är en italiensk fotbollsmanager och före detta fotbollsspelare. Han har tidigare varit förbundskapten för det italienska landslaget. Han var tidigare spelare i bland annat Cremonese, Juventus och Atalanta. Efter Italiens fiasko i VM i Brasilien 2014 avgick Prandelli som Italiens förbundskapten. Några dagar senare blev han presenterad som ny tränare för turkiska klubben Galatasaray. Senaste klubben han tränade var Genoa i Serie A säsongen 2018-2019

## Karriär
Prandelli började sina karriär i US Cremonese 1974 där han under fyra säsonger spelade i Italiens tredje- och fjärdeliga. Efter en säsong i Atalanta kom han till Juventus inför säsongen 1978-1979. Där hade han sin karriärs bästa år med tre italienska mästerskap, en italiensk cuptitel samt internationella titlar som seger i Cupvinnarcupen och Europacupen 1985. 1985 återvände Prandelli till Atalanta där han spelade fram till 1990.
Prandelli inledde sina tränarkarriär som ungdomstränare i Atalanta där han var fram till 1997. 1997 började han som A-lagstränare då han tog över Lecce där han misslyckades. Bättre gick det i Hellas Verona som han förde upp i Serie A vilket han även gjorde med Venezia. Han hade sedan två framgångsrika år med Parma. Hans korta tid i Roma var en följd av familjeskäl. 
2005 tog han över Fiorentina och ledde laget framgångsrikt i ligan och i Uefa-cupen. Via en fjärdeplats i ligan ledde han laget till spel i Champions League. Han har också utsetts till årets tränare i Italien två gånger. 2009 blev han den tränare i Fiorentina som varit på posten längst, samma år ledde han laget till åttondelsfinal i Champions League. 
Prandelli avgick som tränare för det italienska landslaget efter Italien blivit utslagna i gruppspelet, VM 2014